# MV Melinka
Le MV Melinka est un traversier (barcaza en espagnol) appartenant au transporteur Transbordadora Austral Broom S.A. de la Terre de Feu au Chili. Le navire a été construit par Tracor Marine au port Everglades en Floride aux États-Unis et a été lancé en 1964. Jusqu'à la fin des années 2000, le Melinka effectuait la traversée journalière du détroit de Magellan entre Tres Puentes près de Punta Arenas et Bahía Chilote près de Porvenir. Depuis, d'autres navires effectuent cette traversée et le Melinka est surtout utilisé pour transporter des véhicules, de l'équipement et des passagers à partir du continent vers l'île Riesco, mais est toujours parfois utilisé pour effectuer sa traversée traditionnelle entre Tres Puentes et Bahía Chilote. Le Melinka peut transporter jusqu'à 230 passagers et 23 véhicules.